# 박학한 무지

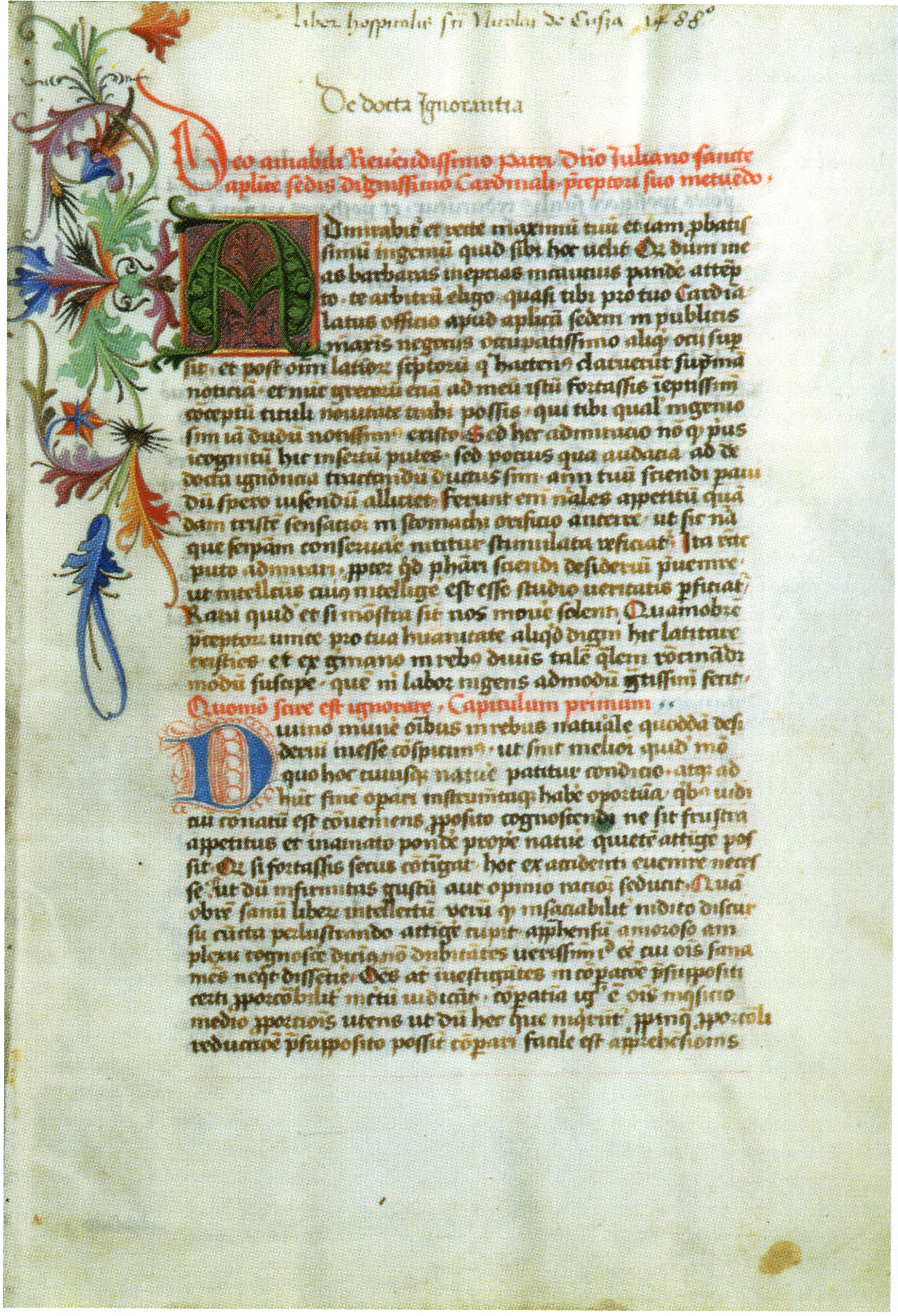

박학한 무지(De Docta Ignorantia, On learned ignorance/on scientific ignorance) 또는 무지의 가르침은 니콜라우스 쿠자누스가 쓴 철학과 신학 분야의 책이다. '박학'과 '무지'라는 모순된 언표의 결합 안에 진리를 함축하고 있다. 인간이 깨칠 수 있는 최대의 ‘지(知)’란 무엇인가. 진리에 닿기 위해 끝까지 그를 좇다 보면, 우리는 아무것도 알 수 없다는 사실에 직면한다. 최대의 ‘지(知)’는 결국 ‘무지(無知)’였다.

## 내용

### ‘박학한 무지’의 깨달음
서로 상반되어 보이는 속성들마저 절대적인 단일성 안에 포용하는 신을 알아보는 일이 신학에서 중요한 과제였다. 쿠자누스 또한 이슬람, 동방·서방 교회 등 다양한 종파 및 교파로 갈라선 ‘교회의 일치’에 남다른 관심을 갖고 있었다. 1437년 콘스탄티노플에서 다른 종교인들과 대담을 마치고 로마로 돌아오는 바다 한가운데서, 그는 ‘인간이 알 수 있는 진리를 능가해, 납득할 수 없는 방식으로 납득할 수 없는 바를 알아듣는’ 특별한 체험을 했다. 그리고 그 체험을 ≪박학한 무지≫에 요약해 놓는다.

### 최대의 지식=최소의 지식
≪박학한 무지≫는 인간에게 최대의 지식은 무엇인지 알아보는 것을 전제로 삼고 있다. 그런데 쿠자누스는 시작부터 이미 결론을 내렸다. 인간에게 최대의 지식은 결과적으로 최소의 지식에 불과하다는 것이다. 이를 위해 그는 세 단계의 논증을 펼친다. 가장 먼저 검토하는 측면은 통상적으로 가장 명료하게 지식을 습득할 수 있다고 여기는 수학·기하학적 방식이다. 그다음으로는 가장 보편적이고 전체적인 차원의 지식으로 간주하는 자연학·천문학적 방식이다. 마지막으로 삶의 완성 및 구원과 직결된 지식으로서 강생(降生)한 신 예수 그리스도, 곧 종교·신학적 방식을 통해 최대의 참된 지식을 검토한다.

### 니콜라우스 쿠자누스를 바라보는 두 시선
니콜라우스 쿠자누스에 대한 연구자들의 평가는 두 방향으로 나뉜다. 하나는 팔켄베르크 및 카시러 등의 평가다. 그들은 쿠자누스가 중세를 마감하고 근대를 여는 길목에서 물질과 정신이라는 ‘이분법적인 사고’의 토대를 제공했다고 보았다. 다른 하나는 빌페르트, 슈탈마흐, 자콘 등의 평가다. 그들은 쿠자누스를 아리스토텔레스의 ‘순수 현실태’ 이론을 과감하게 확장한 모험적인 사상가로 내다보았다. 순수 현실태로서 절대자[神]를 고려하는 그의 태도는 분명 현실태와 가능태로 구분되는 만물의 처지를 초월한다는 점에서도 근대주의적 사고방식이 유보하거나 포기한 길이다.